# Station Kalisz Winiary
Station Kalisz Winiary is een spoorwegstation in de Poolse plaats Kalisz.